# Gon Freecss
Gon Freecss (ゴン＝フリークス?, Gon Furīkusu) è il protagonista della serie anime e manga Hunter × Hunter, scritta e disegnata da Yoshihiro Togashi.

## Carattere
Gon è un ragazzino di 12 anni con un forte spirito d'avventura e una personalità inguaribilmente curiosa ed ottimista, che lo porta a vedere sempre il meglio nelle situazioni e nelle persone; è inoltre dotato di grande carisma, che farà sì che tutti i partecipanti principali all'esame per diventare Hunter diventino di fatto suoi amici.
Pur essendo molto socievole e gentile, presenta una testardaggine poco comune che lo porta a non fermarsi di fronte a nulla quando insegue un obiettivo; è inoltre molto impulsivo e rispetto all'archetipo dell'eroe shonen presente anche un lato alquanto egoista: essenzialmente gli interessano solo le persone che considera amici dimostrandosi piuttosto apatico nei confronti degli altri.
La sua grande fede nell'amicizia ha anche un risvolto più oscuro: verso coloro che fanno del male alle persone a cui tiene diviene infatti particolarmente violento e vendicativo, tanto da poter dimostrare una furia omicida senza fine.

## Storia
Gon è stato lasciato alle cure di sua zia Mito dal padre Gin, cugino della donna, che non ha più rivisto da allora; in seguito si scoprirà che fu proprio Mito a obbligare il cugino a lasciarle il bambino, preoccupata per i troppi pericoli presenti nelle sue missioni da Hunter. Mito ha sempre fatto credere a Gon che i suoi genitori erano morti ma quando quest'ultimo scopre da Kaito, un Hunter allievo di suo padre, che ciò non corrispondeva a verità decide di intraprendere la strada per diventare egli stesso un Hunter nella speranza di rivedere il padre.
Il ragazzo parte quindi alla volta dell'esame e durante il viaggio incontra due ragazzi: Kurapika, l'ultimo membro dei Kuruta desideroso di diventare un Blacklist Hunter per vendicare il suo clan sterminato dai criminali della Brigata Fantasma, e Leorio, un aspirante medico che spera di sfruttare il ruolo di Hunter per salvare le persone, con i quali stringe amicizia; durante la prima prova i tre conoscono Killua Zoldick, un ragazzino della stessa età di Gon che diverrà il suo più caro amico ed erede della più famigerata famiglia di assassini al mondo, e Hisoka, un ambiguo prestigiatore dalle enormi capacità. Durante la prova finale dell'esame Gon affronta il ninja Hanzo che, pur essendo più forte di lui, decide di ritirarsi dopo essere rimasto impressionato dalla sua forza d'animo; al suo risveglio, tuttavia, Gon scopre che Killua è stato bocciato per aver ucciso un altro concorrente e che è tornato a casa sua.
Gon, Kurapika e Leorio decidono di raggiungere Killua e, arrivati alla tenuta degli Zoldick, sono sottoposti ad una serie di prove da parte della servitù per poter arrivare alla dimora vera e propria; dopo mesi di allenamento riescono a superare tre prove, ma non sono ancora giunti al palazzo degli Zoldick quando è Killua ad andare loro incontro, dopo essersi chiarito con il padre ed aver avuto il permesso di vivere la propria vita a suo piacimento.
Gon e Killua raggiungono quindi l'Arena Celeste, dove i contendenti combattono cercando di arrivare sempre più in alto; al duecentesimo piano incontrano Hisoka, che blocca il loro cammino: in questa circostanza vengono a conoscenza di un potere chiamato Nen, che consiste nel padroneggiare l'aura che ognuno ha dentro di sé. Il Nen viene insegnato a Gon e Killua da Wing, un Hunter presente all'Arena per allenare il suo allievo Zushi, e nonostante Gon abbia appreso con sbalorditiva rapidità i principi del Nen perde il suo primo incontro e rimane ferito. Terminato il periodo di convalescenza Gon e Killua riprendono gli allenamenti compiendo dei progressi notevoli in pochissimo tempo e riescono così a vincere diversi incontri contro gli avversari che prima li avevano messi in difficoltà: l'ultimo incontro è quello fra Gon e Hisoka, il quale nonostante la vittoria nota nel giovane un grande potenziale e pertanto si ripromette di non eliminarlo per poterlo riaffrontare in futuro quando sarà diventato più forte.
I due amici decidono quindi di riposarsi per un po' nella terra d'origine di Gon: qui scoprono l'esistenza di un videogioco accessibile solo a chi conosce il Nen chiamato Greed Island tramite una cassetta lasciata da Gin; per questo il giovane è sicuro che trovando una copia del gioco troverà anche il padre, o almeno degli indizi, e i due iniziano ad informarsi su come ottenerne una copia. La cassetta accenna anche alla vera madre di Gon, me questi decide di interromperla insistendo che sua madre è Mito e nessun'altra; in quello stesso momento il registratore viene avvolto dal Nen e la registrazione viene cancellata, in quanto Gin non voleva che fossero rilasciate altre informazioni sul suo conto. Sul sito degli Hunter Gon e Killua scoprono che il gioco è un pezzo da collezione introvabile per la sua rarità, ma sfruttando alcune informazioni date a Killua dal fratello Milluki vengono a sapere che all'annuale asta di York Shin City verranno messe in vendita alcune copie. I due decidono così di recarsi a York Shin per guadagnare i soldi necessari all'acquisto. Dopo aver ritrovato Leorio, i due vengono messi sulle tracce della Brigata Fantasma: Gon e Killua, nel tentativo di seguire alcuni suoi membri, vengono catturati e portati al covo dell'organizzazione per essere interrogati riguardo Kurapika, che ha già dato il via alla sua vendetta. Pur non riuscendo a ricavare delle informazioni Nobunaga, uno dei membri, si dimostra interessato ai due e gli propone di entrare nella Brigata, ma i due riescono a scappare. In seguito aiuteranno Kurapika a catturare il capo della Brigata, Quoll.
I due ragazzi riescono quindi ad entrate in Greed Island su incarico del miliardario Battera e scopriranno che il gioco, il cui scopo finale è raccogliere cento carte sottraendole agli altri partecipanti, è ambientato su un'isola nel mondo reale e che è stato creato da alcuni potentissimi utilizzatori di Nen tra cui il padre di Gon. All'interno del gioco Gon e Killua incontrano Biscuit Krueger, un'esperta utilizzatrice di Nen che continuerà il loro addestramento. Terminato il gioco, anche grazie all'aiuto di Hisoka, ai due viene permesso di scegliere tre carte che poi potranno usare nel mondo reale: Gon e Killua scelgono la carta "Accompagnamento" per dirigersi da Nij, che credono essere Gin. Nij è effettivamente il padre di Gon, ma poiché egli desiderava che Gon venisse da solo se avesse usato la carta "Forza Magnetica" allora lo avrebbe incontrato, ma se avesse deciso di venire con un amico utilizzando la carta "Accompagnamento" si sarebbe trovato davanti Kaito, l'Hunter che aveva parlato a Gon di suo padre.
I tre si dirigono quindi a NGL (Neo Green Life), un conglomerato di stati che rifiuta nella maniera più assoluta ogni tipo di tecnologia o medicina creata dall'uomo per ricongiungersi con la natura e vivere in modo umile; come si scoprirà, tuttavia, tutto ciò è solo una copertura per lo spaccio di armi e una potente droga di nome "D2". In questo territorio si sviluppa la minaccia delle formichimere e i tre, insieme ai membri dell'associazione Hunter, saranno incaricati di liberare il mondo da questa piaga. In seguito alla morte di Kaito per mano della guardia reale Neferpitou, Gon e Killua si allenano presso Biscuit per poter sconfiggere Nackul e Shult, due allievi dell'Hunter Morau, e tornare di nuovo a Neo Green Life: gli avversari si rivelano più forti del previsto e, nonostante il duro allenamento sostenuto, Gon e Killua vengono sconfitti. Successivamente, dopo aver stretto amicizia con la formichimera Meleoron e con la formichimera Ikalgo, Gon partecipa all'assalto del palazzo delle formichimere. Dopo aver scoperto da Neferpitou che Kaito è morto senza possibilità di sorta, lo shock scatena il Nen di Gon causandogli una trasformazione sia fisica che mentale detta "Transcension" grazie alla quale, dopo un duro combattimento, uccide Pitou; il ragazzo finisce in coma e nessun esorcista Nen sembra in grado di rimuovere la restrizione sul suo potere. In soccorso dell'amico giunge tuttavia Killua grazie alla sorellina Alluka; in occasione dell'elezione del nuovo presidente degli Hunter, Gon e Gin si incontrano per la prima volta e, dietro consiglio del padre, Gon decide di andare da Kaito, rinato come formichimera dalle sembianze femminili, per chiedergli scusa.
Dopo essersi separato da Killua, che ha deciso di viaggiare per il mondo insieme ad Alluka allo scopo di proteggerla, Gon raggiunge Gin in cima all'albero del mondo e qui scopre che al di fuori del mondo conosciuto ve n'è uno immensamente più grande e del tutto inesplorato ed è proprio lì che Gin è diretto. Dopo aver scoperto di essere impossibilitato ad utilizzare il Nen (sigillato come restrizione dopo aver utilizzato la "Trascension") Gon, su consiglio di Gin, si ritira temporaneamente all'isola da cui proviene per un periodo di riposo. Gon ritiene che l'incontro con il padre senza il Nen è stato sicuramente diverso da quello che si aspettava e che quando la restrizione si annullerà riprenderà la ricerca per capire le sue vere potenzialità.

## Poteri e abilità
Gon appartiene al gruppo del Potenziamento e infatti eccelle nell'attacco e nella difesa e vanta una straordinaria resistenza; possiede inoltre delle capacità fisiche impressionanti anche prima di aver appreso il Nen. Vanta anche un innato talento con la canna da pesca, che usa sia per pescare che come arma, e nel percepire i cambiamenti climatici, grazie sia alla sua notevole intelligenza che ai suoi sensi estremamente sviluppati (soprattutto l'olfatto, simile a quello di un cane).
Dopo l'apprendimento delle nozioni base dal maestro Wing ma soprattutto grazie a Biscuit e ai numerosi scontri che sostiene nel corso delle sue avventure, Gon affina molto l'uso del Nen e, come Killua, sembra essere un praticante Nen con un futuro eccezionale (Meleoron, durante lo scontro tra Gon e Neferpitou, afferma che l'aura del ragazzino è così intensa da non riuscire a vederne il fondo). Quando usa la Trascension raggiunge un potere che lo stesso Pitou asserisce essere allo stesso livello del re delle formichimere Meruem.

### Tecniche
- Mormorra Cinese (ジャジャン拳?, Jajankenen): tecnica che trae origine dal gioco della morra cinese, consiste in una serie di tre attacchi basati ognuno su una mossa del gioco.
  - Sasso (グー?, Gū): Gon focalizza la sua aura in una mano ricorrendo al Kou per poi rilasciarla in un pugno vigoroso. È un attacco ravvicinato, il più potente di cui dispone.
  - Forbici (チー?, Chii): Gon usa l'abilità della Trasformazione per mutare la sua aura in una lunga spada che si estende partendo dalle dita. È un attacco a medio raggio non forte quanto il precedente ma di più del successivo.
  - Carta (パー?, Pā): Gon usa l'abilità dell'Emissione per proiettare il suo Nen contro i nemici, concentrando la sua aura nel palmo della mano per poi scagliarlo come una sorta di proiettile di Nen.
- Urlo (グー?, Gū): non è una vera e propria tecnica, ma concentrando l'aura e il fiato Gon esegue un urlo potentissimo capace di spaccare i timpani all'avversario. È simile ad uno degli attacchi usati dall'ex membro della Brigata Fantasma Uvogin.
- Transcension: tecnica tramite la quale Gon usa il Nen per forzare il suo corpo a maturare, diventando molto muscoloso e aumentando in modo esponenziale le sue caratteristiche fisiche. È sconosciuto il livello raggiungibile, ma nell'unica occasione in cui l'ha usato Gon è stato capace di battere con estrema facilità Neferpitou, la quale ha a sua volta notato che l'energia emanata da Gon, in quel momento, era tale da costituire un pericolo persino per Meruem. La restrizione imposta da Gon a sé stesso è stata tuttavia talmente pesante da ridurlo in fin di vita: stando a quanto detto dallo stesso Pitou, Gon ha sacrificato la sua energia vitale, il suo Nen e tutto il suo talento per poter concentrare tutte le sue forze in un solo scontro (Killua afferma che il potere ottenuto da Gon in quel momento avrebbe richiesto un quinquennio o addirittura un decennio di allenamento durissimo). Al termine della battaglia il suo corpo era talmente malridotto da dover essere perennemente collegato ad un macchinario solo per restare in vita. Prima che Killua giungesse per curarlo con Nanika, manifestazione del potere di sua sorella, venne fatta chiamare un'esorcista Nen la quale, giunta davanti a Gon, provò un profondo senso di terrore ammettendo che la restrizione impostasi dal ragazzo era qualcosa di impossibile da rimuovere anche con tutti i suoi poteri.

## Curiosità
Come gli altri protagonisti della storia, Gon è fortemente somigliante ad uno dei protagonisti di un'opera precedente dell'autore, cioè Yusuke di Yu degli Spettri. Oltre all'essere simili nell'aspetto, essendo entrambi giovani con capelli neri e spesso con addosso vestiti tendenzialmente di colore verde, i due condividono l'assoluta lealtà che provano per coloro che ritengono i loro amici. Oltretutto, col tempo risultano entrambi essere il membro del gruppo più abile nel combattimento corpo a corpo, oltre all'essere entrambi discendenti (figlio, nel caso di Gon) di un individuo di straordinaria abilità e potere, cioè Ging per Gon e Raizen per Yusuke.